# ТЭС Тогто
ТЭС Тогто (кит. упр. 托克托电厂, пиньинь Tuōkètuō diànchǎng, палл. Токэто дяньчан) — крупнейшая угольная электростанция в мире. Расположена в уезде Тогто городского округа Хух-Хото автономного района Внутренняя Монголия, Китай. Введена в эксплуатацию в ноябре 1995 года Тогтоской энергетической компанией.
Тогтоская энергетическая компания имеет следующих акционеров:
- Datang Power: 60 %
- Beijing Power: 25 %
- Huaneng Thermal Power: 15 %

Блоки электростанции вводились в эксплуатацию в течение 6 периодов. Каждый раз вводились комплексы из двух блоков, мощностью по 600 МВт каждый, которые работают на угле. 1-й и 2-й энергоблоки были введены в эксплуатацию в июне и июле 2003 года, 3-й и 4-й энергоблоки — в июле и сентябре 2004 года, 5-й и 6-й блоки — в сентябре и ноябре 2005 года, 7-й и 8-й блоки — в июне 2006 года и 9-й и 10-й блоки — в 2011 году. Два более крупных блока по 660 МВт были сданы в эксплуатацию в 2017 году.
Вся производимая электроэнергия поставляется в Пекин через 500-киловольтную линию электропередач.
На станции есть два дополнительных энергоблока мощностью по 300 МВт, энергия которых используется только для работы самой электростанции.

## Поставка топлива
Уголь поступает из Джунгарского угольного бассейна, расположенного приблизительно в 50 км от станции, вода поступает из Хуанхэ (водозабор расположен в 12 км от станции).